# 텔레비전 채널

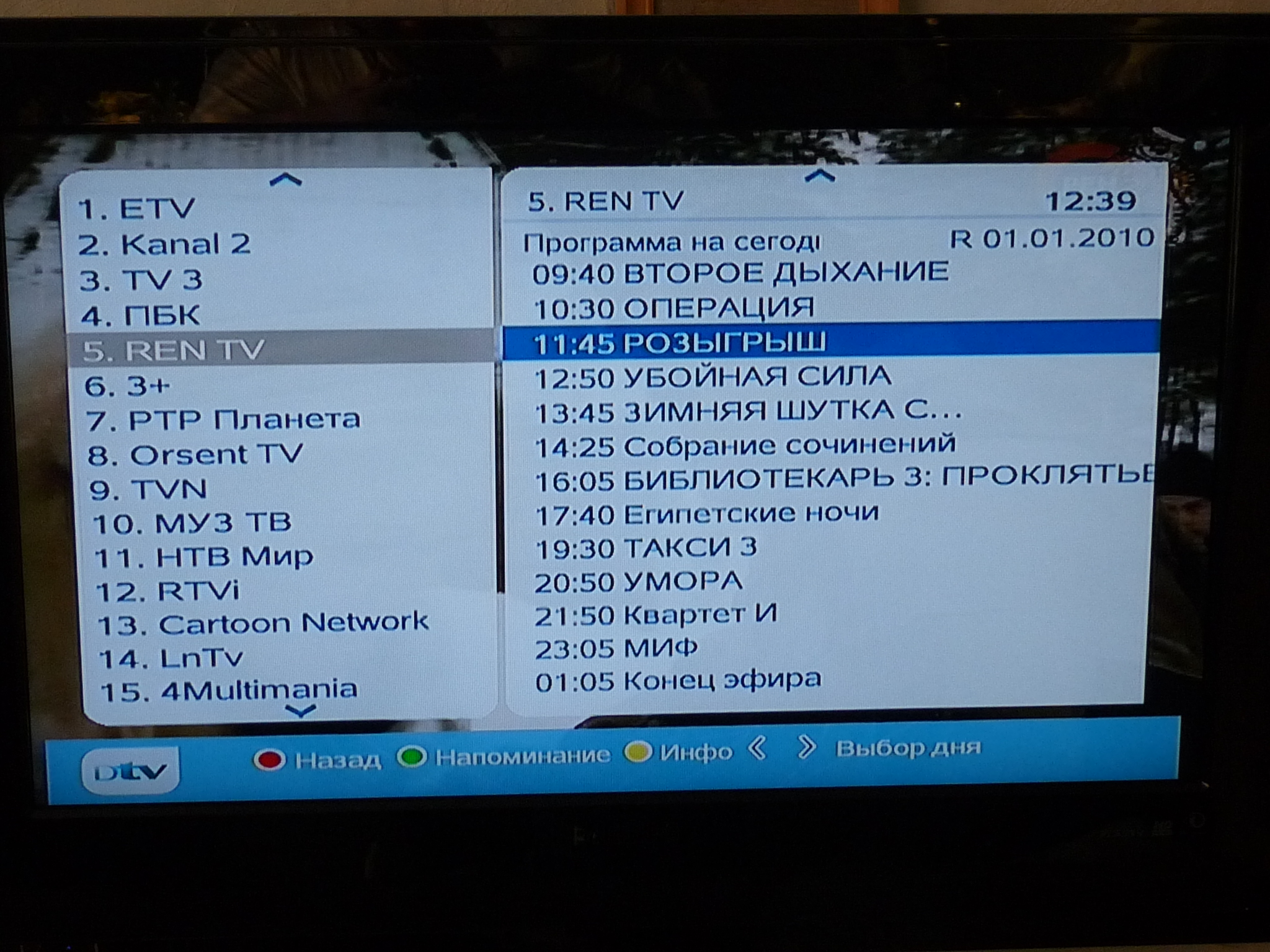
JM TV

텔레비전 채널(Television channel, 문화어: 텔레비죤통로)은 TV 방송국 또는 텔레비전 방송 네트워크마다 할당된 물리적 전송로 또는 그들을 나타내는 논리적 번호이다. 번호가 부여되는 표시 채널(=전송로)마다 각각의 주파수가 할당된다.

## 같이 보기
- 스트리밍 텔레비전
- 무료 방송
- 텔레비전 채널 주파수